# Kepler-304e
Kepler-304e es un planeta extrasolar que forma parte de un sistema planetario formado por al menos cuatro planetas. Orbita la estrella denominada Kepler-304. Fue descubierto en el año 2016 por la sonda Kepler por medio de tránsito astronómico.